# 阿部幸夫
阿部 幸夫（あべ ゆきお、1929年 - 2016年）は、日本の中国文学者。
東京生まれ。東京外国語大学卒、同専攻科中国文学専攻中退。
成城大学、昭和女子大学などの非常勤講師をへて、1985年実践女子大学教授。2000年定年退職。
『北斗』に参加。夏衍を中心とした中国現代演劇（話劇）を専門としたが、中国古典を題材とする一般書を多く書いた。

## 著書
- 中国人の戦略 芸術生活社 1972
- 論語入門 日本文芸社 1974 (ダルマ・ブックス)
- 韓非子入門 信賞必罰の原理-人心把握と統率の基礎 日本文芸社 1974 (ダルマ・ブックス)
- 勝者の戦略・敗者の論理 中国古典の戦記に学ぶ 日本文芸社 1980.9  のち「勝負の岐路・人生の極意」三笠書房 知的生きかた文庫
- 攻めと守りの行動力学 競争社会を生き抜く知恵 日本文芸社 1981.5  のち三笠書房知的生き方文庫
- アメとムチの戦略戦術 『三国志』に学ぶ 人を活かし、自分も活かす 日新報道 1981.12
- 逆転の智謀学 中国古典に学ぶ現代勝ち残りの知恵! 日本文芸社 1982.2
- 孫子の読み方 定本・孫子の兵法 現代に生きる中国二五〇〇年の英知 日本文芸社 1983.5
- 入門菜根譚の読み方 眼がひらけ心を洗われる味わい深い185の言葉 日本実業出版社 1984.9
- 呻吟語 中国古典に学ぶ人生の知恵 心胆を錬る 三笠書房 1986.8
- 超おもしろ三国志 三国志の舞台裏が手にとるようにわかる! 日本文芸社 1993.2 (にちぶん文庫) 、のち「三国志のすべてがわかる」2008
- 現代に活かす『論語』の知恵 理想的な処世の極意と実践 日本文芸社 2002.6 (日文新書)
- したたかに生き抜く悪の処世学 悪意を悪意と悟られない老獪世渡り術 日本文芸社 2005.11 (パンドラ新書)
- 史記～三国志に学ぶ「勝つ」技術! 人を活かし組織を動かす勝ち残りの戦略 日本文芸社 2005.6 (パンドラ新書)
- 思わず話したくなる三国志の謎 壮大なスケールをキッチリ把握する! 日本文芸社 2006.6
- こころに響く論語の教え 知っておきたい正しい生き方 日本文芸社 2007.5 (パンドラ新書)
- 幻の重慶【二流堂】 日中戦争下の芸術家群像　東方書店 2012.6

## 共編著
- 日本における中国文学研究文献目録 現代/当代 佐々木郁子共編 辺鼓社 1981-85
- 丁玲と夏衍 高畠穣共著 辺鼓社 1982.3
- 夏衍と丁玲 高畠穣 辺鼓社 1982.11
- また、夏衍と丁玲 高畠穣 辺鼓社 1984.7
- 第四、丁玲と夏衍 高畠穣 辺鼓社 1986.4
- 第五、夏衍と丁玲 高畠穣 辺鼓社 1987.7
- 中国現代文学研究の深化と現状 日本における中国文学(現代/当代)研究文献目録 1977-1986 松井博光共編 東方書店 1988.2
- 第六、丁玲と夏衍 高畠穣 辺鼓社 1989.4
- 第七、夏衍と丁玲 高畠穣次 辺鼓社 1990.3
- 第八、丁玲と夏衍 高畠穣次 辺鼓社 1991.6
- 中国現代文学を読む  四〇年代の検証 東方書店 1994.2

## 翻訳
- ささやかな香 郁達夫 現代中国文学全集 第14巻 河出書房 1955
- ささやかな供え物 郁達夫 現代中国文学 6 河出書房新社 1971
- 日本回憶 夏衍自伝 東方書店 1987.3
- ペンと戦争 夏衍自伝 東方書店 1988.6
- 上海に燃ゆ 夏衍自伝 東方書店 1989.12
- 魯迅 書簡と詩箋 研文出版 2002.1
- 杭州月明 夏衍日本留学日記・一九二五  研文出版 2008.2
- 上海解放 夏衍自伝・終章 東方書店 2015.7 編訳

## 参考
- 著書の紹介文